# James F. Briggs

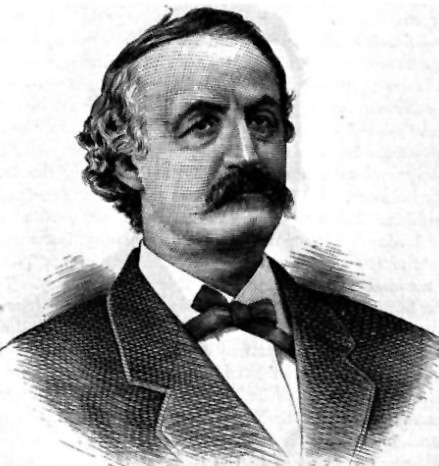
James F. Briggs

James Frankland Briggs (* 23. Oktober 1827 in Bury, England; † 21. Januar 1905 in Manchester, New Hampshire) war ein US-amerikanischer Politiker. Von 1877 bis 1883 vertrat er den Bundesstaat New Hampshire im US-Repräsentantenhaus.

## Werdegang
Im Jahr 1829 wanderten James Briggs’ Eltern mit ihrem kleinen Sohn von England nach Amerika aus. Die Familie ließ sich im heutigen Ashland im Grafton County in New Hampshire, damals noch Teil von Holderness, nieder. Briggs besuchte die öffentlichen Schulen seiner neuen Heimat und die Newbury Academy. Nach einem anschließenden Jurastudium und seiner 1851 erfolgten Zulassung als Rechtsanwalt begann er in Hillsborough in diesem Beruf zu arbeiten.
Briggs war Mitglied der Republikanischen Partei. Zwischen 1856 und 1858 war er Abgeordneter im Repräsentantenhaus von New Hampshire. Während des Bürgerkrieges war er Major in einer Freiwilligen-Infanterieeinheit aus New Hampshire. Nach dem Krieg setzte er seine Tätigkeit als Anwalt fort. Im Jahr 1871 zog er nach Manchester. 1874 war er erneut Abgeordneter im Repräsentantenhaus von New Hampshire; im Jahr 1876 gehörte er dem Staatssenat an.
1876 wurde Briggs im zweiten Wahlbezirk von New Hampshire in das US-Repräsentantenhaus in Washington gewählt. Dort trat er am 4. März 1877 die Nachfolge des Demokraten Samuel Newell Bell an. Nach zwei Wiederwahlen konnte er bis zum 3. März 1883 drei zusammenhängende Legislaturperioden im Kongress absolvieren. Ab 1881 war er Vorsitzender des Ausschusses zur Kontrolle der Ausgaben des Kriegsministeriums.
Briggs verzichtete 1882 auf eine weitere Kandidatur und praktizierte in den folgenden Jahren wieder als Anwalt. In den Jahren 1883, 1891 und 1897 war er wieder Abgeordneter im Repräsentantenhaus seines Staates; 1897 war er dessen Speaker als Nachfolger von Stephen S. Jewett. Im Jahr 1889 nahm Briggs als Delegierter an einer Versammlung zur Überarbeitung der Staatsverfassung von New Hampshire teil. James Briggs starb am 21. Januar 1905 in Manchester und wurde in Ashton beigesetzt. Sein Sohn Frank (1851–1913) saß zwischen 1907 und 1913 für den Staat New Jersey im US-Senat.